# Salomon Madiba Songuè
Madiba Songuè Salomon, né le 15 janvier 1953 à Japoma et décédé le 17 octobre 2022, est chef supérieur de la dynastie de Kate et homme politique camerounais.

## Biographie
Sa majesté Madiba songué, fils de Songué Guillaume et de Soppi Ruth, financier de formation est chef traditionnel de premier degré dans le canton Bakoko.
Depuis le 23 mars 1992, par l'arrêté N° 097 du 23/03/1992 du Premier ministre du Cameroun,  il est chef supérieur de premier degré de Bakoko, l'un des six cantons du département du Wouri à Douala ,,.

### Intronisation
Madiba songué salomon accède au trône après le décès du chef de canton Bakoko, S.M Mpondo Makongue. Il devient ainsi le 16e chef traditionnel de la dynastie des Kate et il a régné à son tour 30 ans jusqu'en 2022,. 

### Succession
Il est remplacé par son fils aîné S. Jamil Madiba Songue en 2023.

## Parcours politique

### Sénateur RDPC
L'homme politique et autorité traditionnelle, Madiba Songuè Salomon est un fidèle militant du Rassemblement démocratique du peuple camerounais (RDPC). Il est nommé sénateur de la région du Littoral par le Président de la République Paul Biya en 2013. La confiance présidentielle lui sera renouvelée en 2018 lors des deuxièmes élections sénatoriales de son pays. Il remplira ses fonctions sénatoriales jusqu'à sa mort le 17 octobre 2022. 

## Parcours culturel
En 2007, Madiba Songuè Salomon, chef supérieur du canton Bakoko est le président du festival culturel du peuple sawa, l'assemblée traditionnelle du Ngondo. Par aillers, il a grandement contribué à la sélection  du site du stade Japoma.